# (17225) Alanschorn
(17225) Alanschorn (2000 CS60) – planetoida z pasa głównego asteroid okrążająca Słońce w ciągu 3,58 lat w średniej odległości 2,34 j.a. Odkryta 2 lutego 2000 roku.